# WISE 2018-7423
WISE 2018-7423 (= EQ J2018-7423) is een bruine dwerg in het sterrenbeeld pavo met magnitude van +17,11 (in J) en met een spectraalklasse van T7. De ster bevindt zich 39,2 lichtjaar van de zon.